# Roberto Merhi
Roberto Merhi Muntan (Benicasim, Castellón, España; 22 de marzo de 1991) es un piloto de automovilismo español. Fue campeón de Fórmula 3 Euroseries en 2011 y tercero de Fórmula Renault 3.5 en 2014 entre otros resultados. Ese mismo año llegó a la Fórmula 1 como piloto reserva de Caterham. En 2015 fue piloto titular para la escudería Marussia. Desde entonces ha competido en el Campeonato Mundial de Resistencia de la FIA, Fórmula 2, Fórmula E, y en otras categorías. En esta última con Mahindra Racing en los últimos cuatro ePrix de 2022-23.
Es el piloto que, habiendo disputado más de 10 carreras, tiene el menor porcentaje de abandonos en la historia de la Fórmula 1 (7,69%). El castellonense solamente no terminó 1 carrera de las 13 que corrió: el Gran Premio de Canadá de 2015.
También participa en carreras ciclistas, llegando a participar en el Campeonato de España de Ciclismo en Ruta en 2021.

## Carrera

### Karting
Su debut en karting se produjo en 1999, con ocho años de edad. Desde entonces, su trayectoria en el mundo del karting, la cual se terminó en la primera curva, le llevó a conseguir victorias relevantes, tanto a nivel español, como internacional, entre las que se cuentan Campeonatos de España, las Winter Series o el prestigioso Trofeo de la Industria, celebrado en Italia. A estos, habría que añadir la 2.ª posición lograba en el Trofeo Andrea Margutti en el año 2005.

### Fórmula Renault 2.0
A finales del año 2006, disputa las Winter Series del Campeonato de Italia de Fórmula Renault 2.0 con It Loox Racing, finalizando en la 3.ª plaza de la general con tres podios.
En 2007, Merhi corre con el equipo suizo Jenzer Motorsport, un programa doble en la Eurocopa de Fórmula Renault 2.0, complementado con el italiano de la misma disciplina. El gran momento de la temporada, será su victoria en la selectiva pista de Spa-Francorchamps. Esta victoria, le convertirá en el piloto más joven en vencer en la historia de la Eurocopa de Fórmula Renault 2.0 italiana. Gracias a dos pódiums más, y varias posiciones en el top 5, el piloto español acabará en la clasificación general en la 4.ª plaza de la general.
En 2008, repite la Eurocopa de Fórmula Renault 2.0, pero cambiando el certamen italiano por la recién creada Fórmula Renault, que agrupaba a Francia, España y Portugal. Al volante de un coche de Epsilon Euskadi, terminó subcampeón de la Fórmula Renault y 4.º de la Eurocopa de Fórmula Renault 2.0. Además, se convertiría en el poleman y vencedor más joven en la historia de la Eurocopa de Fórmula Renault 2.0, tras su victoria en la pista germana de Nürburgring.
Paralelamente, Merhi disputó tres meetings del Campeonato de España de F3 que se saldaron con una pole, dos victorias y un pódium. A esto habría que añadir sus participaciones con Hitech en el Masters de Zolder y el Gran Premio de Macao, siendo en esta última cita el mejor novato de la parrilla.

### F3 Española
En septiembre de 2006, se produce su debut en monoplazas de Fórmula 3. Fue en Valencia, con motivo de la sexta cita del Campeonato de España de F3, a bordo de un Dallara F300 del equipo Porfesa Competición. Será su única participación en este campeonato durante esa temporada. En 2007, vuelve a realizar una aparición esporádica (Novo Team), marcando sus primeros puntos en el certamen. En 2008, estuvo presente en tres meetings: los dos primeros en el Circuito Urbano de Valencia, y en la prueba final en Barcelona. En el estreno del trazado levantino (Llusia Racing), marca el mejor tiempo en la primera sesión de libres, pero problemas de frenos le impedirán brillar durante el resto del fin de semana. En su segunda presencia con GTA Motor Competición, como carrera soporte del Gran Premio de Europa de Fórmula 1, finaliza en el podio (3.º) a pesar de tener dañada la caja de cambios. En su última aparición en el año con la Escudería TEC-Auto, en un fin de semana lluvioso en el Circuit de Catalunya, logró la pole y la victoria en las dos mangas, con un amplísimo margen del ventaja sobre sus rivales.

### F3 Euroseries

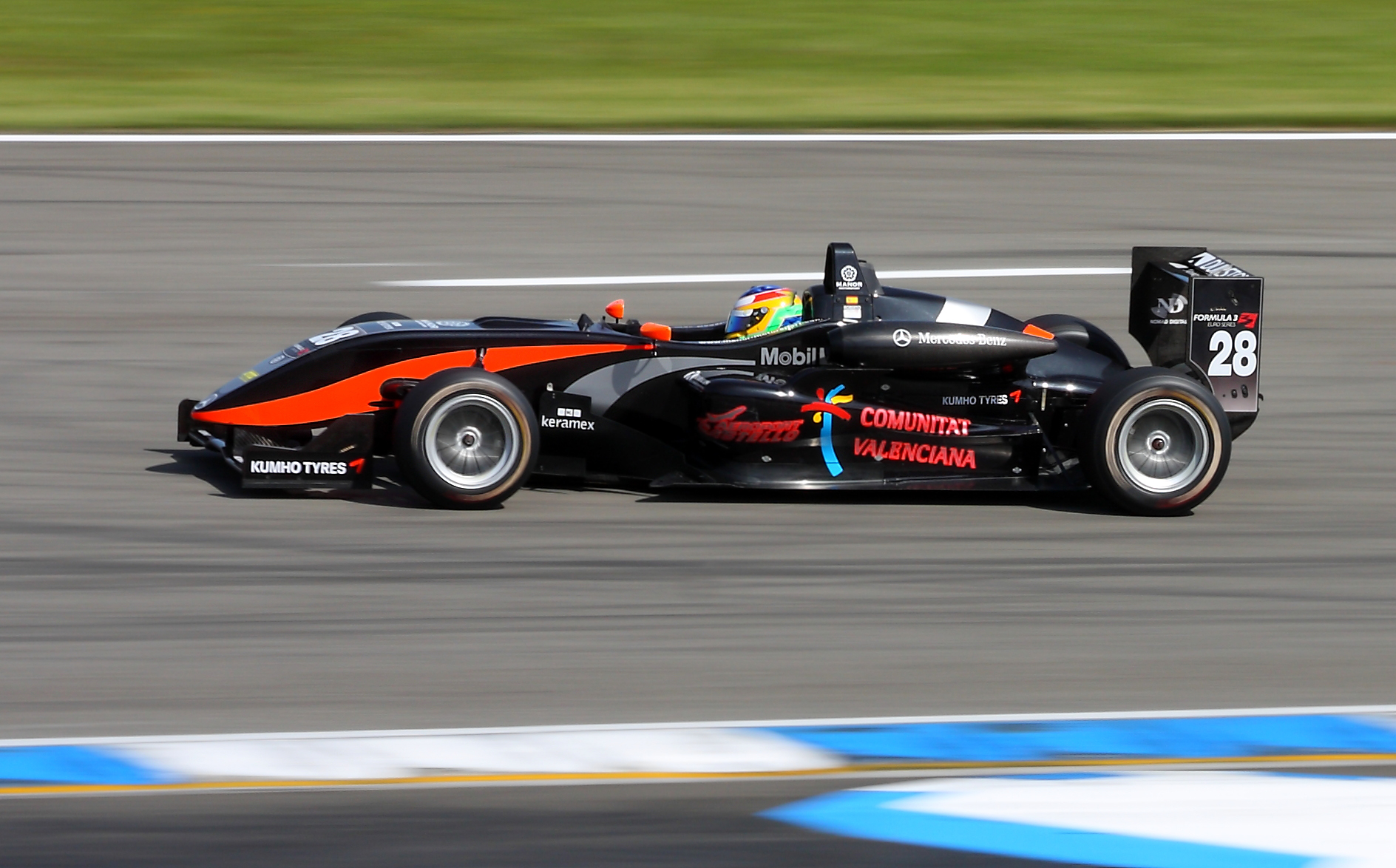
Roberto Merhi en Fórmula 3 Euroseries 2009.

En 2009, debuta en la F3 Euroseries de la mano del equipo Manor Motorsport, pasando a ser, además, integrante del programa de jóvenes talentos de Mercedes, en el que sigue a día de hoy. Tras un debut con sendas segundas posiciones en los dos primeros meetings del año, una sanción en la arrancada de la primera manga en Zandvoort le hace perder comba en la lucha por el liderato. En la cuarta cita vuelve al cajón, con un tercer puesto (Oschersleben), pero entonces sufre un bajón de resultados en la parte central del campeonato, experimentando problemas de puesta a punto en su monoplaza. En las dos pruebas finales del año, Dijon y Hockenheim, piloto y equipo recuperan el nivel de competitividad, subiendo al segundo escalón de podio en la prueba francesa, y liderando la última manga del año bajo la lluvia, hasta que una avería obliga a Merhi retirarse a pocas vueltas del final.
Al año siguiente, en las filas de Mücke Motorsport, logra su primera victoria en la categoría (Hockenheim), pero se ve impotente para frenar la superioridad técnica de Signature-Volkswagen. Luchó hasta la última cita del calendario con Valtteri Bottas (ART-Mercedes), por ser el mejor coche del certamen no equipado con motor Volkswagen.
2011, fue el año de su definitiva eclosión. Encuadrado en el equipo italiano Prema Powerteam, Merhi se entendió a la perfección con su escuadra y con su ingeniero, y obtuvo un triunfo tras otro hasta alzarse con el título con un extenso margen de puntos y once victorias en el bolsillo. En dos ocasiones estuvo cerca de lograr el pleno de tres victorias sobre tres en un solo fin de semana, especialmente en Hockenheim, donde fue primero en la manga 1 y 3, y segundo en la 2. Además, fue capaz de proclamarse campeón en la penúltima carrera, disputada en la comunidad valenciana, de donde es natural.
Además, Roberto Merhi ha disputado en cuatro ocasiones el prestigioso Gran Premio de Macao.

### GP3 Series
En 2010, Merhi compitió en las GP3 Series, debutando en la tercera cita, celebrada en Valencia, con el equipo Atech Grand Prix. Ese mismo fin de semana, obtendría los dos primeros podios del equipo inglés en la disciplina gracias a un 2.º y un 3.º puesto. En Spa-Francorchamps, tras liderar la primera manga con un amplio margen de ventaja, se vería penalizado por un fallo de su equipo en el cambio de neumáticos que le costaría la victoria, tras perder más de medio minuto en boxes. Aun así, terminaría segundo la carrera. Al final de temporada, se clasificaba en la sexta posición de la general sin haber disputado el campeonato completo.

### DTM
En 2012, disputó la temporada 2012 de Deutsche Tourenwagen Masters, con un Mercedes-Benz de Persson Motorsport. Finalizó el campeonato en 21.ª posición sin haber logrado un punto. En 2013, pasó al equipo oficial HWA. Logró un segundo puesto en la carrera final en Hockenheim, un séptimo en el circuito urbano de Norisring y dos décimos lugares, por lo que acabó 15.º en el campeonato.

### World Series by Renault
Disputó la World Series by Renault en 2014 con el equipo Zeta Corse. Logró tres victorias, tres segundos puestos y nueve top 5 en 17 carreras, luchando por el campeonato hasta la penúltima carrera de la temporada, donde tras un choque de un rival tuvo que abandonar, por lo que se ubicó tercero en el campeonato luego de Carlos Sainz Jr. y el francés Pierre Gasly. En el 2015 vuelve a repetir de categoría, cambiando de equipo a Pons Racing.

### Fórmula 1

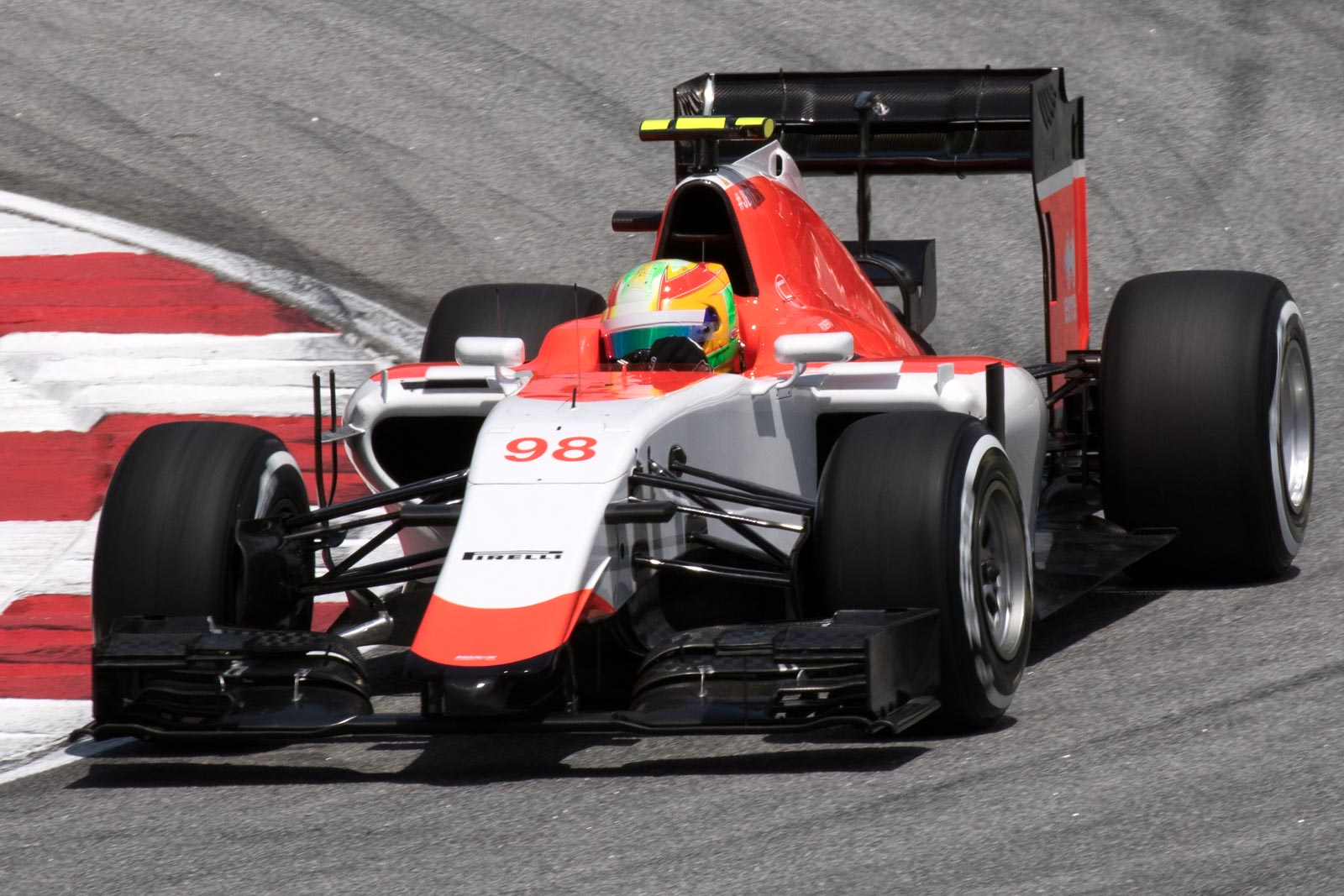
Roberto Merhi en el Gran Premio de Malasia de 2015.

El 5 de septiembre de 2014, participa por primera vez en Fórmula 1, en el circuito de Monza, a los mandos de un Caterham, para realizar los entrenamientos libres.
Merhi ingresó al equipo Manor Marussia F1 Team para la temporada 2015. Debutó en el Gran Premio de Malasia, la segunda carrera del año, ya que el equipo no pudo presentarse en la primera, donde terminó 15.º. En el Gran Premio de Gran Bretaña, consiguió acabar 12.º; el mejor resultado del español en Fórmula 1. En el cierre de año, Merhi fue remplazado en ocasiones por el estadounidense Alexander Rossi.
Para el año 2019, Merhi desveló que estaba trabajando con un equipo de F1 como piloto de desarrollo, pero su contrato le impedía revelar con qué escudería estaba trabajando. Merhi continuó trabajando como piloto de desarrollo para 2020

### Resistencia

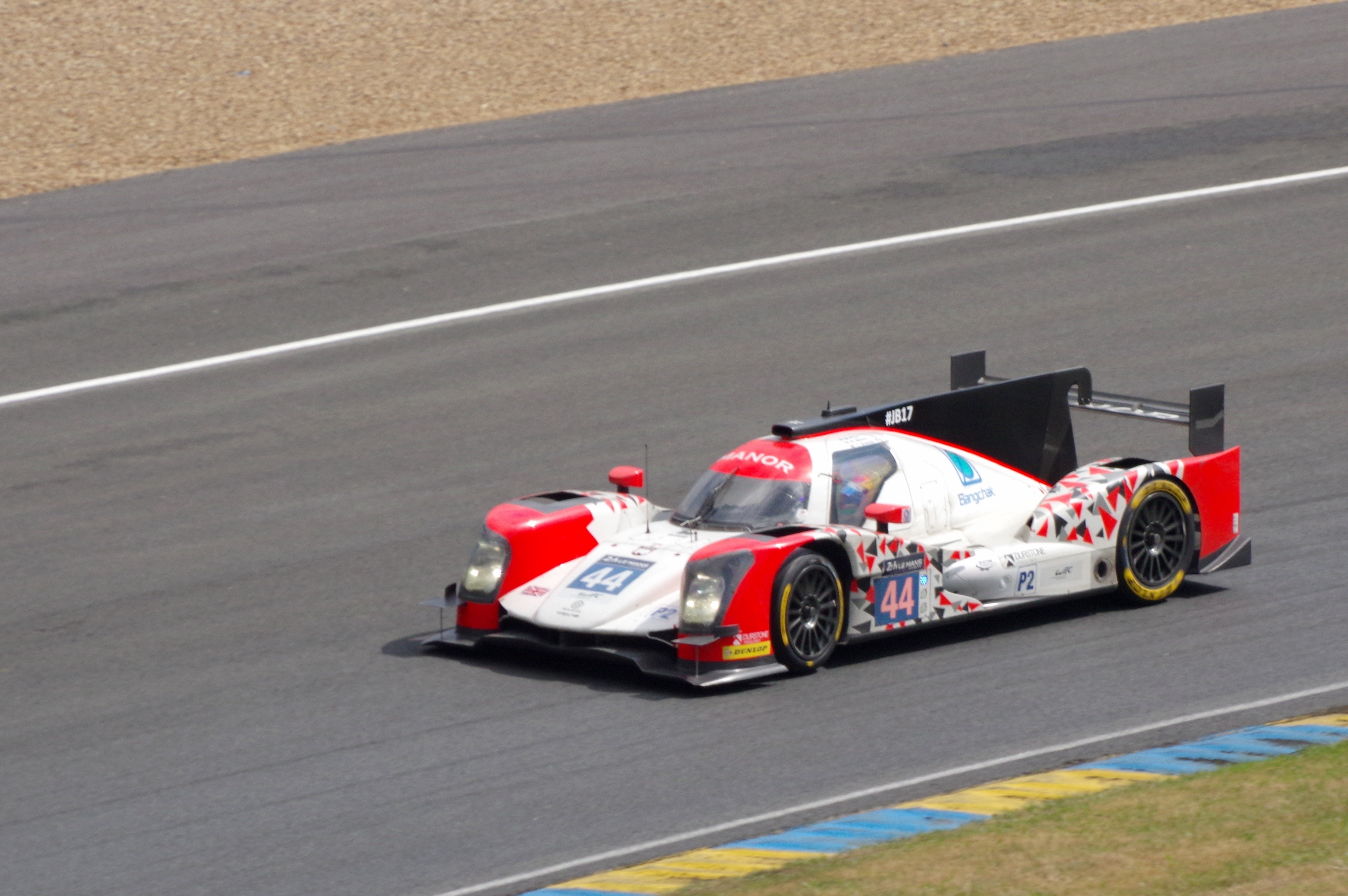
24 Horas de Le Mans 2016

Tras su paso por la Fórmula 1, incursiona en las carreras de resistencia, en el Campeonato Mundial de Resistencia 2016 (LMP2).
En 2019 firma con el equipo Eurasia Motorsport para participar en la categoría LMP2 (máxima categoría de la competición asiática) de la temporada 2019-20 de la Asian Le Mans Series. En la primera carrera de la temporada, las 4 Horas de Shanghái, el coche número 36 compartido por los australianos Nick Foster, Aidan Read y el propio Roberto, consigue la pole position para la carrera del domingo en la que logran acabar en el segundo cajón del podio.

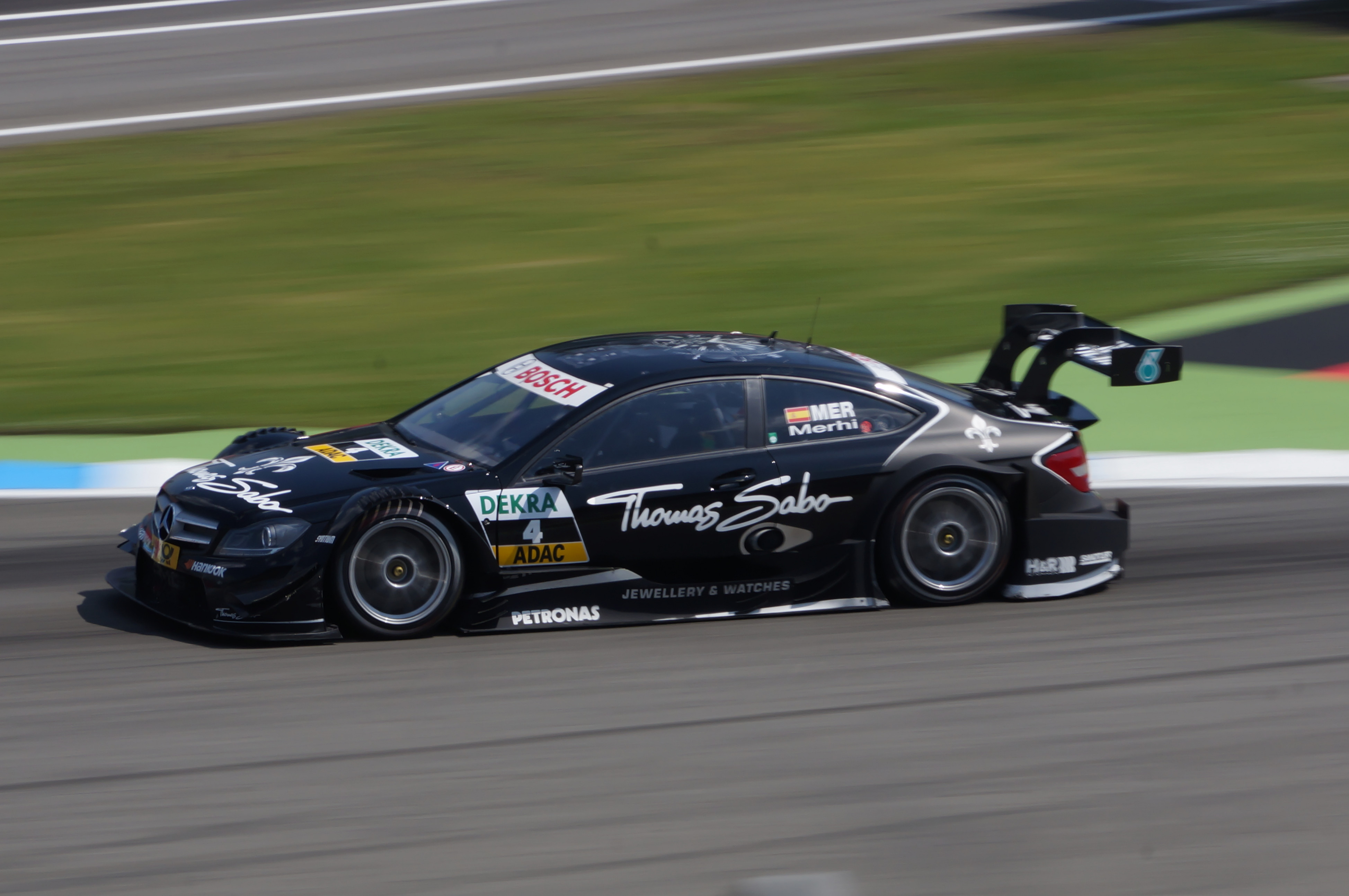
Roberto Merhi en 2019

En 2020 corrió las 24 Horas de Le Mans, como lo había hecho en 2016, con Eurasia, finalizando 14.º en la categoría.

### Campeonato de Fórmula 2 de la FIA

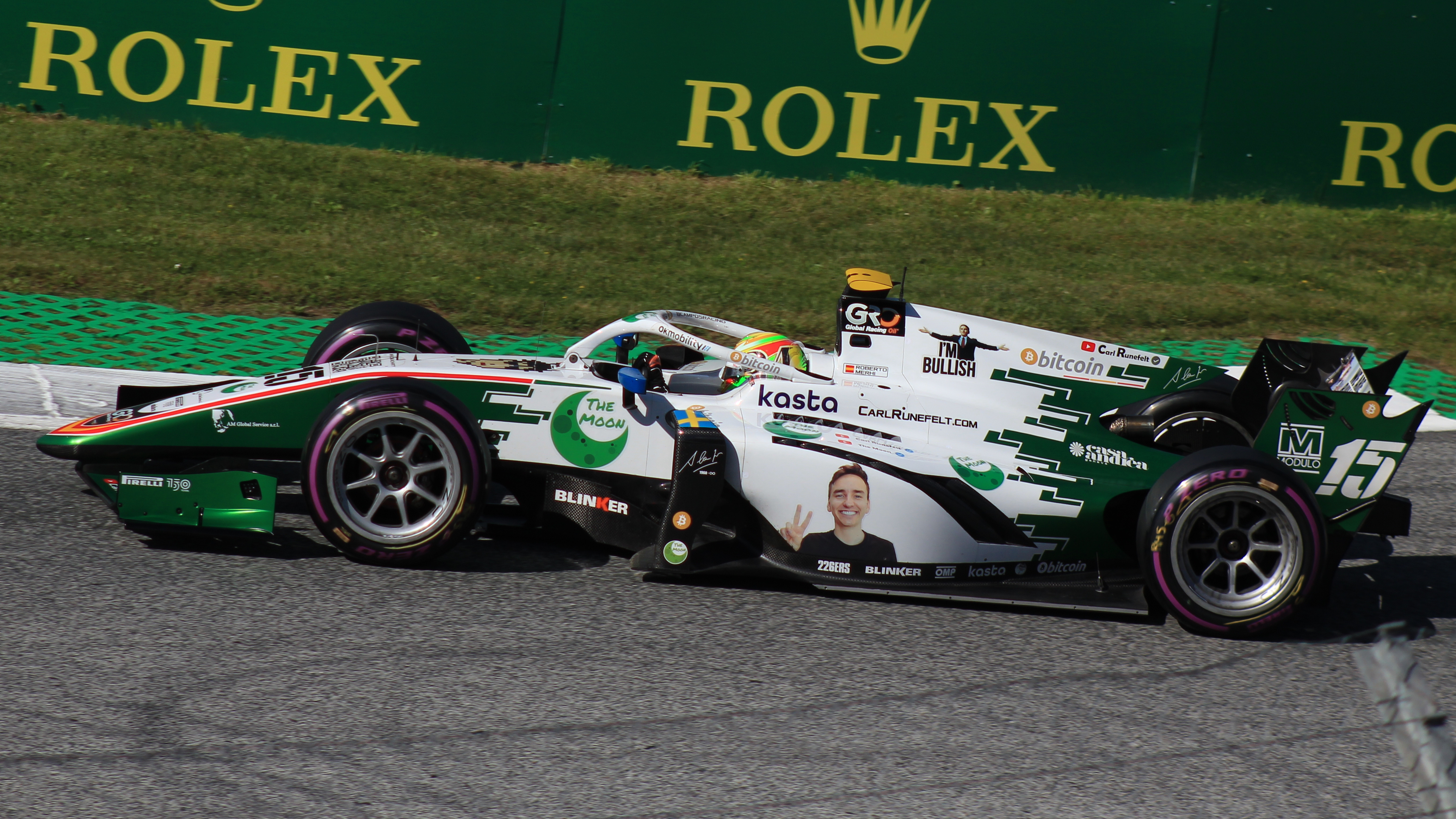
Roberto Merhi en el Campeonato de Fórmula 2 de la FIA 2022.

Debutó en Fórmula 2 en la segunda ronda del campeonato 2017, con Campos. Volvió en la segunda mitad del año con Rapax, logrando varios puntos.
En 2018 fue contratado por MP Motorsport. Subió en dos oportunidades al podio, en Mónaco y en Francia, aunque en esta última fue descalificado por la presión en las ruedas. Fue despedido luego de la fecha en Hungría por el equipo neerlandés, y contratado nuevamente por Campos Racing para disputar las dos últimas fechas del campeonato, despidiéndose de la Fórmula 2 con un podio en la cita final de Abu Dabi.
En 2022, Merhi anunció su regreso a la Fórmula 2 de la mano de Campos Racing, sustituyendo a Ralph Boschung en la ronda de Spielberg. Logró un podio ascendiendo desde la 21.ª posición hasta la 2.ª en la carrera principal en condiciones de pista cambiantes, finalmente tras una sanción de cinco segundos por límites de pista acabaría 3.º.

### S5000 Tasman Series
En 2021, Merhi compitió en el campeonato australiano de monoplazas S5000 Tasman Series, corriendo para el Team BRM. Consiguió 3 podios, uno de ellos una victoria, proclamándose así subcampeón.

### Super GT Japonés
En 2022 y 2023, Roberto Merhi compite en el Super GT Japonés para el equipo LeMans con un Audi R8 LMS GT3 junto a los pilotos Yoshiaki Katayama y Shintaro Kawabata, debutando en la segunda cita del campeonato en Fuji

### Fórmula E
El 17 de abril de 2023, se confirmó su participación en los test de jóvenes pilotos de la Fórmula E en el e-Prix de Berlín con Mahindra Racing, compartiendo asiento con el piloto británico Jordan King.

## Resumen de carrera
| Temporada | Categoría                                          | Equipo                  | Carreras          | Victorias         | Poles             | VR                | Podios            | Puntos            | Pos.              |
| --------- | -------------------------------------------------- | ----------------------- | ----------------- | ----------------- | ----------------- | ----------------- | ----------------- | ----------------- | ----------------- |
| 2006      | Fórmula Renault 2.0 Italia - Serie de invierno     | It Loox Racing          | 4                 | 0                 | 0                 | 0                 | 3                 | 92                | 4.º               |
| 2006      | Campeonato de España de F3                         | Porfesa Competición     | 2                 | 0                 | 0                 | 0                 | 0                 | 0                 | NC                |
| 2007      | Eurocopa Fórmula Renault 2.0                       | Jenzer Motorsport       | 14                | 0                 | 0                 | 0                 | 0                 | 16                | 18.º              |
| 2007      | Fórmula Renault 2.0 Italia                         | Jenzer Motorsport       | 14                | 1                 | 0                 | 0                 | 2                 | 232               | 4.º               |
| 2007      | Fórmula Renault 2.0 Italia - Serie de invierno     | BVM Minardi             | 2                 | 0                 | 0                 | 0                 | 1                 | 38                | 10.º              |
| 2007      | Campeonato de España de F3                         | Novo Team               | 2                 | 0                 | 0                 | 0                 | 0                 | 4                 | 17.º              |
| 2007      | Campeonato de España de GT - GTA                   | Santiago García         | 2                 | 0                 | 0                 | 0                 | 1                 | 6                 | 19.º              |
| 2008      | Fórmula Renault 2.0 WEC                            | Epsilon Euskadi         | 15                | 3                 | 5                 | 6                 | 13                | 184               | 2.º               |
| 2008      | Eurocopa de Fórmula Renault 2.0                    | Epsilon Euskadi         | 14                | 2                 | 2                 | 1                 | 7                 | 108               | 4.º               |
| 2008      | Gran Premio de Macao                               | Hitech Racing           | 1                 | 0                 | 0                 | 0                 | 0                 | 0                 | NC                |
| 2008      | Masters de Fórmula 3                               | Hitech Racing           | 1                 | 0                 | 0                 | 0                 | 0                 | 0                 | NC                |
| 2008      | Campeonato de España de F3                         | Llusiá Racing           | 2                 | 0                 | 0                 | 0                 | 0                 | 36                | 13.º              |
| 2008      | Campeonato de España de F3                         | GTA Motor Competición   | 1                 | 0                 | 0                 | 0                 | 1                 | 36                | 13.º              |
| 2008      | Campeonato de España de F3                         | Escudería TEC-Auto      | 2                 | 2                 | 1                 | 2                 | 2                 | 36                | 13.º              |
| 2009      | Fórmula 3 Euroseries                               | Manor Motorsport        | 20                | 0                 | 0                 | 0                 | 4                 | 42                | 7.º               |
| 2009      | Gran Premio de Macao                               | Manor Motorsport        | 1                 | 0                 | 0                 | 0                 | 0                 | 0                 | 17.º              |
| 2009      | Fórmula 3 Británica                                | Manor Motorsport        | 2                 | 0                 | 0                 | 0                 | 0                 | 0                 | NC                |
| 2009      | Masters de Fórmula 3                               | Manor Motorsport        | 1                 | 0                 | 0                 | 0                 | 0                 | 0                 | 10.º              |
| 2010      | Fórmula 3 Euroseries                               | Mücke Motorsport        | 18                | 1                 | 0                 | 0                 | 4                 | 56                | 5.º               |
| 2010      | GP3 Series                                         | Atech CRS GP            | 12                | 0                 | 0                 | 1                 | 3                 | 26                | 6.º               |
| 2010      | Masters de Fórmula 3                               | Atech CRS GP            | 1                 | 0                 | 0                 | 0                 | 0                 | 0                 | 12.º              |
| 2010      | Gran Premio de Macao                               | Prema Powerteam         | 1                 | 0                 | 0                 | 0                 | 0                 | 0                 | 8.º               |
| 2011      | Fórmula 3 Euroseries                               | Prema Powerteam         | 27                | 11                | 8                 | 10                | 20                | 406               | 1.º               |
| 2011      | Trofeo Internacional de Fórmula 3 de la FIA        | Prema Powerteam         | 8                 | 4                 | 3                 | 5                 | 6                 | 133               | 1.º               |
| 2011      | Fórmula 3 Británica                                | Prema Powerteam         | 3                 | 2                 | 2                 | 2                 | 2                 | 0                 | NC†               |
| 2011      | Gran Premio de Macao                               | Prema Powerteam         | 1                 | 0                 | 0                 | 0                 | 0                 | 0                 | NC                |
| 2011      | Masters de Fórmula 3                               | Mücke Motorsport        | 1                 | 0                 | 1                 | 0                 | 0                 | 0                 | NC                |
| 2012      | Deutsche Tourenwagen Masters                       | Persson Motorsport      | 10                | 0                 | 0                 | 1                 | 0                 | 0                 | NC                |
| 2013      | Deutsche Tourenwagen Masters                       | HWA Team                | 10                | 0                 | 0                 | 0                 | 1                 | 26                | 15.º              |
| 2014      | Fórmula Renault 3.5 Series                         | Zeta Corse              | 17                | 3                 | 3                 | 1                 | 7                 | 183               | 3.º               |
| 2014      | Fórmula 3 Británica                                | Double R Racing         | 2                 | 0                 | 2                 | 2                 | 2                 | 39                | 11.º              |
| 2014      | Fórmula 1                                          | Caterham F1 Team        | Piloto de pruebas | Piloto de pruebas | Piloto de pruebas | Piloto de pruebas | Piloto de pruebas | Piloto de pruebas | Piloto de pruebas |
| 2014      | Gran Premio de Macao                               | W66.com Double R Racing | 1                 | 0                 | 0                 | 0                 | 0                 | 0                 | 4.º               |
| 2014      | Stock Car Brasil                                   | Hanier Racing           | 1                 | 0                 | 0                 | 0                 | 0                 | 0                 | NC†               |
| 2015      | Fórmula 1                                          | Manor Marussia F1 Team  | 14                | 0                 | 0                 | 0                 | 0                 | 0                 | 19.º              |
| 2015      | Fórmula Renault 3.5 Series                         | Pons Racing             | 8                 | 0                 | 0                 | 0                 | 1                 | 26                | 14.º              |
| 2016      | Campeonato Mundial de Resistencia de la FIA - LMP2 | Manor                   | 7                 | 0                 | 0                 | 1                 | 1                 | 35                | 14.º              |
| 2016      | 24 Horas de Le Mans - LMP2                         | Manor                   | 1                 | 0                 | 0                 | 1                 | 0                 | N/A               | DNF               |
| 2017      | Campeonato de Fórmula 2 de la FIA                  | Campos Racing           | 2                 | 0                 | 0                 | 0                 | 0                 | 16                | 18.º              |
| 2017      | Campeonato de Fórmula 2 de la FIA                  | Rapax                   | 8                 | 0                 | 0                 | 0                 | 0                 | 16                | 18.º              |
| 2017      | Campeonato Mundial de Resistencia de la FIA - LMP2 | CEFC Manor TRS Racing   | 1                 | 0                 | 0                 | 0                 | 0                 | 2                 | 29.º              |
| 2018      | Campeonato de Fórmula 2 de la FIA                  | MP Motorsport           | 16                | 0                 | 0                 | 0                 | 1                 | 61                | 12.º              |
| 2018      | Campeonato de Fórmula 2 de la FIA                  | Campos Vexatec Racing   | 4                 | 0                 | 0                 | 0                 | 1                 | 61                | 12.º              |
| 2019-20   | Asian Le Mans Series - LMP2                        | Eurasia Motorsport      | 4                 | 0                 | 1                 | 2                 | 3                 | 65                | 3.º               |
| 2019-20   | Campeonato Mundial de Resistencia de la FIA - LMP2 | Eurasia Motorsport      | 2                 | 0                 | 0                 | 0                 | 0                 | 0                 | NC†               |
| 2020      | 24 Horas de Le Mans - LMP2                         | Eurasia Motorsport      | 1                 | 0                 | 0                 | 0                 | 0                 | N/A               | 14.º              |
| 2021      | S5000 Tasman Series                                | Team BRM                | 6                 | 1                 | 0                 | 1                 | 3                 | 143               | 2.º               |
| 2021      | GT World Challenge Australia                       | Team BRM                | 2                 | 0                 | 0                 | 0                 | 0                 | 12                | 15.º              |
| 2021      | European Le Mans Series - LMP2                     | G-Drive Racing          | 3                 | 0                 | 0                 | 0                 | 1                 | 26                | 14.º              |
| 2021      | Campeonato Mundial de Resistencia de la FIA - LMP2 | G-Drive Racing          | 1                 | 0                 | 0                 | 0                 | 0                 | 0                 | NC†               |
| 2022      | Super GT Japonés - GT300                           | Team LeMans             | Disputándose      | Disputándose      | Disputándose      | Disputándose      | Disputándose      | Disputándose      | Disputándose      |
| 2022      | Campeonato de Fórmula 2 de la FIA                  | Campos Racing           | 6                 | 0                 | 0                 | 0                 | 1                 | 20                | 15.º              |
| 2022      | Super Fórmula Lights                               | B-Max Racing Team       | 3                 | 0                 | 0                 | 0                 | 0                 | 0                 | 14.º              |
| 2022-23   | Fórmula E                                          | Mahindra Racing         | 7                 | 0                 | 0                 | 0                 | 0                 | 0                 | 23.º              |
| 2023      | S5000 Australia                                    | Garry Rogers Motorsport | Disputándose      | Disputándose      | Disputándose      | Disputándose      | Disputándose      | Disputándose      | Disputándose      |
| 2023      | Super GT Japonés - GT300                           | Team LeMans             | Disputándose      | Disputándose      | Disputándose      | Disputándose      | Disputándose      | Disputándose      | Disputándose      |
| Fuente:   |                                                    |                         |                   |                   |                   |                   |                   |                   |                   |

- † Era piloto invitado, por lo que no sumó puntos.

## Resultados

### Fórmula Renault 2.0 Italiana - Serie de Invierno
(Clave) (negrita indica pole position) (cursiva indica vuelta rápida)

| Año     | Escudería      | VLL | VLL | VLL | VLL | Pos. | Puntos |
| ------- | -------------- | --- | --- | --- | --- | ---- | ------ |
| 2006-07 | It Loox Racing | 3   | 7   | 2   | 3   | 3.º  | 92     |

### Fórmula Renault 2.0 Italiana
(Clave) (negrita indica pole position) (cursiva indica vuelta rápida)

| Año  | Escudería         | VLL | VLL | VLL | VLL | SPA | SPA | VAL | VAL | MIS | MIS | MUG | MUG | MNZ | MNZ | Pos. | Puntos |
| ---- | ----------------- | --- | --- | --- | --- | --- | --- | --- | --- | --- | --- | --- | --- | --- | --- | ---- | ------ |
| 2007 | Jenzer Motorsport | 5   | 14  | 10  | 5   | 1   | 5   | 8   | 5   | 4   | 4   | Ret | DSQ | 2   | 5   | 4.º  | 232    |

### Eurocopa de Fórmula Renault 2.0
(Clave) (negrita indica pole position) (cursiva indica vuelta rápida)

| Año  | Escudería         | 1   | 1   | 2   | 2   | 3   | 3   | 4   | 4   | 5   | 5   | 6   | 6   | 7   | 7   | Pos. | Puntos |
| ---- | ----------------- | --- | --- | --- | --- | --- | --- | --- | --- | --- | --- | --- | --- | --- | --- | ---- | ------ |
| 2007 | Jenzer Motorsport | ZOL | ZOL | NÜR | NÜR | HUN | HUN | DON | DON | MAG | MAG | EST | EST | CAT | CAT | 18.º | 16     |
| 2007 | Jenzer Motorsport | 13  | 10  | Ret | 5   | 21  | 15  | 16  | Ret | 16  | 9   | 9   | 28  | 11  | 6   | 18.º | 16     |
| 2008 | Epsilon Euskadi   | SPA | SPA | SIL | SIL | HUN | HUN | NÜR | NÜR | LEM | LEM | EST | EST | CAT | CAT | 4.º  | 108    |
| 2008 | Epsilon Euskadi   | 7   | Ret | 3   | 5   | 3   | 6   | 1   | 2   | 1   | 3   | 2   | 7   | 8   | 28† | 4.º  | 108    |

### Fórmula Renault 2.0 WEC
(Clave) (negrita indica pole position) (cursiva indica vuelta rápida)

| Año  | Escudería       | NOG | NOG | DIJ | DIJ | VAL | VAL | LMS | EST | EST | SPA | SPA | MAG | MAG | CAT | CAT | Pos. | Puntos |
| ---- | --------------- | --- | --- | --- | --- | --- | --- | --- | --- | --- | --- | --- | --- | --- | --- | --- | ---- | ------ |
| 2008 | Epsilon Euskadi | 3   | 2   | 2   | 2   | 2   | 4   | 3   | 3   | 1   | 1   | 2   | 1   | 3   | 3   | 3   | 2.º  | 184    |

### Campeonato de España de F3
(Clave) (negrita indica pole position) (cursiva indica vuelta rápida)

| Año  | Escudería           | 1   | 1   | 2   | 2   | 3   | 3   | 4    | 4    | 5    | 5    | 6   | 6   | 7   | 7   | 8   | 8   | 9   | 9   | Pos. | Puntos |
| ---- | ------------------- | --- | --- | --- | --- | --- | --- | ---- | ---- | ---- | ---- | --- | --- | --- | --- | --- | --- | --- | --- | ---- | ------ |
| 2006 | Porfesa Competición | VAL | VAL | MAG | MAG | JAR | JAR | EST  | EST  | ALB  | ALB  | VAL | VAL | JER | JER | CAT | CAT |     |     | NC   | 0      |
| 2006 | Porfesa Competición |     |     |     |     |     |     |      |      |      |      | 14  | 17  |     |     |     |     |     |     | NC   | 0      |
| 2007 | Novo Team           | JAR | JAR | JER | JER | EST | EST | ALB  | ALB  | MAG  | MAG  | VAL | VAL | JER | JER | CAT | CAT |     |     | 17.º | 4      |
| 2007 | Novo Team           |     |     |     |     |     |     |      |      |      |      | Ret | 6   |     |     |     |     |     |     | 17.º | 4      |
| 2008 |                     | JAR | JAR | SPA | SPA | ALB | ALB | VAL1 | VAL1 | VAL2 | VAL2 | MAG | MAG | VAL | VAL | JER | JER | CAT | CAT | 13.º | 36     |
| 2008 | Llusia Racing       |     |     |     |     |     |     | 9    | 18   |      |      |     |     |     |     |     |     |     |     | 13.º | 36     |
| 2008 | GTA Motor           |     |     |     |     |     |     |      |      | 3    | 3    |     |     |     |     |     |     |     |     | 13.º | 36     |
| 2008 | Escudería TEC-Auto  |     |     |     |     |     |     |      |      |      |      |     |     |     |     |     |     | 1   | 1   | 13.º | 36     |

### Masters de Fórmula 3
| Año  | Escudería        | SG | R   |
| ---- | ---------------- | -- | --- |
| 2008 | Hitech Racing    | 17 | R   |
| 2009 | Manor Motorsport | 3  | 10  |
| 2010 | Mücke Motorsport | 4  | 12  |
| 2011 | Prema Powerteam  | 1  | DSQ |

### Gran Premio de Macao
| Año  | Escudería        | Q  | QR | Pos. |
| ---- | ---------------- | -- | -- | ---- |
| 2008 | Hitech Racing    | 6  | 15 | R    |
| 2009 | Manor Motorsport | 13 | 9  | R    |
| 2010 | Prema Powerteam  | 6  | 22 | 8    |
| 2011 | Prema Powerteam  | 2  | 3  | R    |

### Fórmula 3 Euroseries
(Clave) (negrita indica pole position) (cursiva indica vuelta rápida)

| Año  | Equipo           | Motor    | 1       | 2        | 3       | 4       | 5       | 6         | 7        | 8        | 9       | 10      | 11       | 12        | 13       | 14       | 15      | 16        | 17      | 18      | 19      | 20       | 21      | 22      | 23      | 24      | 25    | 26    | 27      | Pos. | Puntos |
| ---- | ---------------- | -------- | ------- | -------- | ------- | ------- | ------- | --------- | -------- | -------- | ------- | ------- | -------- | --------- | -------- | -------- | ------- | --------- | ------- | ------- | ------- | -------- | ------- | ------- | ------- | ------- | ----- | ----- | ------- | ---- | ------ |
| 2009 | Manor Motorsport | Mercedes | HOC 1 2 | HOC 2 10 | LAU 1 6 | LAU 2   | NOR 1 5 | NOR 2 8   | ZAN 1 18 | ZAN 2 11 | OSC 1 3 | OSC 2 5 | NÜR 1 18 | NÜR 2 Ret | BRH 1 9  | BRH 2 11 | CAT 1 9 | CAT 2 Ret | DIJ 1 5 | DIJ 2   | HOC 1 4 | HOC 2 13 |         |         |         |         |       |       |         | 7.º  | 42     |
| 2010 | Mücke Motorsport | Mercedes | LEC 1 5 | LEC 2 4  | HOC 1 4 | HOC 2 1 | VAL 1 4 | VAL 2 Ret | NOR 1 5  | NOR 2 11 | NÜR 1 3 | NÜR 2 5 | ZAN 1 5  | ZAN 2 3   | BRH 1 11 | BRH 2 10 | OSC 1 5 | OSC 2 9   | HOC 1 5 | HOC 2   |         |          |         |         |         |         |       |       |         | 5.º  | 56     |
| 2011 | Prema Powerteam  | Mercedes | LEC 1 4 | LEC 2 1  | LEC 3 2 | HOC 1   | HOC 2 4 | HOC 3 1   | ZAN 1 3  | ZAN 2 4  | ZAN 3 4 | RBR 1   | RBR 2 1  | RBR 3 Ret | NOR 1 4  | NOR 2    | NOR 3 2 | NÜR 1     | NÜR 2 1 | NÜR 3 2 | SIL 1   | SIL 2 3  | SIL 3 2 | VAL 1 3 | VAL 2 5 | VAL 3 1 | HOC 1 | HOC 2 | HOC 3 1 | 1.º  | 406    |

### GP3 Series
(Clave) (negrita indica pole position) (cursiva indica vuelta rápida puntuable)

| Año  | Escudería    | 1   | 1   | 2   | 2   | 3   | 3   | 4   | 4   | 5   | 5   | 6   | 6   | 7   | 7   | 8   | 8   | Pos. | Puntos | Ref.   |
| ---- | ------------ | --- | --- | --- | --- | --- | --- | --- | --- | --- | --- | --- | --- | --- | --- | --- | --- | ---- | ------ | ------ |
| 2010 | Atech CRS GP | BAR | BAR | EST | EST | VAL | VAL | SIL | SIL | HOC | HOC | BUD | BUD | SPA | SPA | MNZ | MNZ | 6.º  | 26     | [ 32 ] |
| 2010 | Atech CRS GP |     |     |     |     | 3   | 2   | Ret | 19  | 16  | Ret | Ret | 22  | 2   | 22† | 6   | 4   | 6.º  | 26     | [ 32 ] |

### Deutsche Tourenwagen Masters
(Clave) (negrita indica pole position) (cursiva indica vuelta rápida)

| Año  | Equipo             | Automóvil                | 1      | 2      | 3      | 4      | 5      | 6       | 7      | 8      | 9       | 10     | Pos. | Puntos |
| ---- | ------------------ | ------------------------ | ------ | ------ | ------ | ------ | ------ | ------- | ------ | ------ | ------- | ------ | ---- | ------ |
| 2012 | Persson Motorsport | DTM AMG Mercedes C-Coupé | HOC 18 | LAU 16 | BRH 17 | SPL 12 | NOR 13 | NÜR Ret | ZAN 11 | OSC 14 | VAL Ret | HOC 15 | NC   | 0      |
| 2013 | HWA Team           | DTM AMG Mercedes C-Coupé | HOC 10 | BRH 16 | SPL 20 | LAU 10 | NOR 7  | MSC 14  | NÜR 19 | OSC 14 | ZAN Ret | HOC 2  | 15.º | 26     |

### Fórmula Renault 3.5 Series
(Clave) (negrita indica pole position) (cursiva indica vuelta rápida)

| Año  | Equipo      | 1         | 2       | 3       | 4         | 5         | 6         | 7        | 8         | 9        | 10      | 11      | 12    | 13    | 14      | 15      | 16        | 17        | Pos. | Puntos |
| ---- | ----------- | --------- | ------- | ------- | --------- | --------- | --------- | -------- | --------- | -------- | ------- | ------- | ----- | ----- | ------- | ------- | --------- | --------- | ---- | ------ |
| 2014 | Zeta Corse  | MNZ 1 2   | MNZ 2 9 | ALC 1 6 | ALC 2 6   | MON 9     | SPA 1 Ret | SPA 2 13 | MSC 1 4   | MSC 2 1  | NÜR 1 2 | NÜR 2 1 | HUN 1 | HUN 2 | LEC 1 5 | LEC 2 4 | JER 1 Ret | JER 2 Ret | 3.º  | 183    |
| 2015 | Pons Racing | ALC 1 Ret | ALC 2 9 | MON     | SPA 1 Ret | SPA 2 Ret | HUN 1 2   | HUN 2 7  | RBR 1 DSQ | RBR 2 EX | SIL 1   | SIL 2   | NÜR 1 | NÜR 2 | BUG 1   | BUG 2   | JER 1     | JER 2     | 14.º | 26     |

### Fórmula 1
(Clave) (negrita indica pole position) (cursiva indica vuelta rápida)

| Año  | Escudería              | 1       | 2      | 3      | 4      | 5      | 6      | 7       | 8      | 9      | 10     | 11     | 12     | 13     | 14  | 15     | 16     | 17  | 18  | 19     | Pos. | Puntos |
| ---- | ---------------------- | ------- | ------ | ------ | ------ | ------ | ------ | ------- | ------ | ------ | ------ | ------ | ------ | ------ | --- | ------ | ------ | --- | --- | ------ | ---- | ------ |
| 2014 | Caterham F1 Team       | AUS     | MYS    | BHR    | CHN    | ESP    | MON    | CAN     | AUT    | GBR    | GER    | HUN    | BEL    | ITA TD | SIN | JPN TD | RUS TD | USA | BRA | ABU    |      |        |
| 2015 | Manor Marussia F1 Team | AUS DNP | MYS 15 | CHN 16 | BHR 17 | ESP 18 | MON 16 | CAN Ret | AUT 14 | GBR 12 | HUN 15 | BEL 15 | ITA 16 | SIN    | JPN | RUS 13 | USA    | MEX | BRA | ABU 19 | 19.º | 0      |

### Campeonato Mundial de Resistencia de la FIA
(Clave) (negrita indica pole position) (cursiva indica vuelta rápida)

| Año     | Escudería             | Clase | Automóvil             | 1   | 2   | 3   | 4   | 5   | 6   | 7   | 8   | 9   | Pos. | Puntos | Ref.   |
| ------- | --------------------- | ----- | --------------------- | --- | --- | --- | --- | --- | --- | --- | --- | --- | ---- | ------ | ------ |
| 2016    | Manor                 | LMP2  | Oreca 05-Nissan       | SIL | SPA | LMS | NÜR | MEX | COA | FUJ | SHA | BHR | 14.º | 35     | [ 33 ] |
| 2016    | Manor                 | LMP2  | Oreca 05-Nissan       | 6   | 3   | Ret | Ret |     | Ret | 7   |     | 7   | 14.º | 35     | [ 33 ] |
| 2017    | CEFC Manor TRS Racing | LMP2  | Oreca 07-Gibson       | SIL | SPA | LMS | NÜR | MEX | COA | FUJ | SHA | BHR | 29.º | 2      | [ 34 ] |
| 2017    | CEFC Manor TRS Racing | LMP2  | Oreca 07-Gibson       | 9   |     |     |     |     |     |     |     |     | 29.º | 2      | [ 34 ] |
| 2019-20 | Eurasia Motorsport    | LMP2  | Ligier JS P217-Gibson | SIL | FUJ | SHA | BHR | COA | SPA | LMS | BHR |     | NC   | 0      | [ 35 ] |
| 2019-20 | Eurasia Motorsport    | LMP2  | Ligier JS P217-Gibson |     |     |     |     |     | 8   | 14  |     |     | NC   | 0      | [ 35 ] |
| 2021    | G-Drive Racing        | LMP2  | Oreca 07-Aurus        | SPA | POR | MON | LMS | FUJ | BHR |     |     |     | NC   | 0      | [ 36 ] |
| 2021    | G-Drive Racing        | LMP2  | Oreca 07-Aurus        | 13  |     |     | Ret |     |     |     |     |     | NC   | 0      | [ 36 ] |

### 24 Horas de Le Mans
| Año     | Equipo             | Copilotos                   | Automóvil             | Clase | Vueltas | Pos. | Pos. Clase |
| ------- | ------------------ | --------------------------- | --------------------- | ----- | ------- | ---- | ---------- |
| 2016    | Manor              | Tor Graves Matt Rao         | Oreca 05-Nissan       | LMP2  | 283     | DNF  | DNF        |
| 2020    | Eurasia Motorsport | Nick Foster Nobuya Yamanaka | Ligier JS P217-Gibson | LMP2  | 351     | 18.º | 14.º       |
| 2021    | G-Drive Racing     | Rui Andrade John Falb       | Aurus 01-Gibson       | LMP2  | 108     | DNF  | DNF        |
| Fuente: |                    |                             |                       |       |         |      |            |

### Campeonato de Fórmula 2 de la FIA
(Clave) (negrita indica pole position) (cursiva indica vuelta rápida puntuable)

| Año  | Escudería             | 1   | 1   | 2   | 2   | 3   | 3   | 4   | 4   | 5   | 5   | 6   | 6   | 7   | 7   | 8   | 8   | 9   | 9   | 10  | 10  | 11  | 11  | 12  | 12  | 13  | 13  | 14  | 14  | Pos. | Puntos | Ref.   |
| ---- | --------------------- | --- | --- | --- | --- | --- | --- | --- | --- | --- | --- | --- | --- | --- | --- | --- | --- | --- | --- | --- | --- | --- | --- | --- | --- | --- | --- | --- | --- | ---- | ------ | ------ |
| 2017 |                       | SAK | SAK | BAR | BAR | MON | MON | BAK | BAK | SPI | SPI | SIL | SIL | BUD | BUD | SPA | SPA | MNZ | MNZ | JER | JER | YMC | YMC |     |     |     |     |     |     | 18.º | 16     | [ 37 ] |
| 2017 | Campos Racing         |     |     | 19† | 12  |     |     |     |     |     |     |     |     |     |     |     |     |     |     |     |     |     |     |     |     |     |     |     |     | 18.º | 16     | [ 37 ] |
| 2017 | Rapax                 |     |     |     |     |     |     |     |     |     |     |     |     |     |     | 7   | 6   | 11  | 5   |     |     | 16  | 10  |     |     |     |     |     |     | 18.º | 16     | [ 37 ] |
| 2018 |                       | SAK | SAK | BAK | BAK | BAR | BAR | MON | MON | LEC | LEC | SPI | SPI | SIL | SIL | BUD | BUD | SPA | SPA | MNZ | MNZ | SOC | SOC | YMC | YMC |     |     |     |     | 12.º | 61     | [ 38 ] |
| 2018 | MP Motorsport         | DNS | 11  | 8   | 7   | 13  | Ret | 3   | 7   | DSQ | 15  | 4   | 16  | 11  | 9   | 11  | 5   |     |     |     |     |     |     |     |     |     |     |     |     | 12.º | 61     | [ 38 ] |
| 2018 | Campos Vexatec Racing |     |     |     |     |     |     |     |     |     |     |     |     |     |     |     |     |     |     |     |     | 9   | 6   | 8   | 3   |     |     |     |     | 12.º | 61     | [ 38 ] |
| 2022 | Campos Racing         | SAK | SAK | YED | YED | IMO | IMO | BAR | BAR | MON | MON | BAK | BAK | SIL | SIL | SPI | SPI | LEC | LEC | BUD | BUD | SPA | SPA | ZAN | ZAN | MNZ | MNZ | YMC | YMC | 20.º | 15     | [ 39 ] |
| 2022 | Campos Racing         |     |     |     |     |     |     |     |     |     |     |     |     |     |     | 19† | 3   | Ret | Ret | 14  | Ret |     |     |     |     |     |     |     |     | 20.º | 15     | [ 39 ] |

### Asian Le Mans Series
(Clave) (negrita indica pole position) (cursiva indica vuelta rápida)

| Año     | Escudería          | Clase | Automóvil             | 1   | 2   | 3   | 4   | Pos. | Puntos | Ref. |
| ------- | ------------------ | ----- | --------------------- | --- | --- | --- | --- | ---- | ------ | ---- |
| 2019-20 | Eurasia Motorsport | LMP2  | Ligier JS P217-Gibson | SHA | BEN | SEP | CHA | 3.º  | 65     |      |
| 2019-20 | Eurasia Motorsport | LMP2  | Ligier JS P217-Gibson | 2   | 2   | 2   | 5   | 3.º  | 65     |      |

### European Le Mans Series
(Clave) (negrita indica pole position) (cursiva indica vuelta rápida)

| Año     | Escudería      | Clase | Automóvil | 1   | 2   | 3   | 4   | 5   | 6   | Pos. | Puntos | Ref.   |
| ------- | -------------- | ----- | --------- | --- | --- | --- | --- | --- | --- | ---- | ------ | ------ |
| 2020-21 | G-Drive Racing | LMP2  | Aurus 01  | CAT | RBR | LEC | MNZ | SPA | POR | 9.º  | 26     | [ 40 ] |
| 2020-21 | G-Drive Racing | LMP2  | Aurus 01  |     | 3   | 10  | 5   |     |     | 9.º  | 26     | [ 40 ] |

### S5000 Tasman Series
(Clave) (negrita indica pole position) (cursiva indica vuelta rápida)

| Año  | Escudería | SYD | SYD | SYD | SYD | BAT | BAT | BAT | BAT | BAT | Pos. | Puntos |
| ---- | --------- | --- | --- | --- | --- | --- | --- | --- | --- | --- | ---- | ------ |
| 2021 | Team BRM  | Q   | C1  | C2  | C3  | Q   | C4  | C5  | C6  | C7  | 2.º  | 143    |
| 2021 | Team BRM  | 5   | 5   | 1   | 3   | 6   | 4   | 2   | 5   | C   | 2.º  | 143    |

### Campeonato de Australia de GT
(Clave) (negrita indica pole position) (cursiva indica vuelta rápida)

| Año  | Equipo            | Clase     | Automóvil       | 1   | 1   | 2   | 2   | 3   | 3   | 4   | 4   | Pos. | Puntos | Ref. |
| ---- | ----------------- | --------- | --------------- | --- | --- | --- | --- | --- | --- | --- | --- | ---- | ------ | ---- |
| 2021 | What do you Meme? | GT Pro-Am | Audi R8 LMS Evo | PHI | PHI | BAT | BAT | BEN | BEN | BAT | BAT | 15.º | 12     |      |
| 2021 | What do you Meme? | GT Pro-Am | Audi R8 LMS Evo |     |     |     |     |     |     | Ret | 5   | 15.º | 12     |      |

### Super GT Japonés
(Clave) (negrita indica pole position) (cursiva indica vuelta rápida)

| Año  | Escudería   | Clase | Automóvil          | 1   | 2    | 3    | 4    | 5    | 6   | 7   | 8    | Pos. | Puntos | Ref. |
| ---- | ----------- | ----- | ------------------ | --- | ---- | ---- | ---- | ---- | --- | --- | ---- | ---- | ------ | ---- |
| 2022 | Team LeMans | GT300 | Audi R8 LMS Evo II | OKA | FUJ1 | SUZ1 | FUJ2 | SUZ2 | SUG | AUT | MOT  | 26.º | 6      |      |
| 2022 | Team LeMans | GT300 | Audi R8 LMS Evo II |     | 14   | 18   | 16   | 5    | 16  | 20  | 13   | 26.º | 6      |      |
| 2023 | Team LeMans | GT300 | Audi R8 LMS Evo II | OKA | FUJ1 | SUZ1 | FUJ2 | SUZ2 | SUG | AUT | MOT  | 9.º  | 37     |      |
| 2023 | Team LeMans | GT300 | Audi R8 LMS Evo II | 21  | 7    | WD   | 3    | Ret  | 3   | 15  | 3    | 9.º  | 37     |      |
| 2024 | Team LeMans | GT300 | Ferrari 296 GT3    | OKA | FUJ1 | SUZ1 | FUJ2 | SUG  | AUT | MOT | SUZ2 | 10.º | 28     |      |
| 2024 | Team LeMans | GT300 | Ferrari 296 GT3    | 10  | 13   | 3    | 9    | Ret  | 8   | 9   | 5    | 10.º | 28     |      |
| 2025 | Velorex     | GT300 | Ferrari 296 GT3    | OKA | FUJ1 | SEP  | FUJ2 | SUZ1 | SUG | AUT | MOT  | 2.º  | 25     |      |
| 2025 | Velorex     | GT300 | Ferrari 296 GT3    | DSQ | 1    |      |      |      |     |     |      | 2.º  | 25     |      |

### Fórmula E
(Clave) (negrita indica pole position) (cursiva indica vuelta rápida puntuable)
| Año     | Escudería       | 1   | 1   | 2   | 2   | 3   | 4   | 5   | 6   | 6   | 7   | 7   | 8   | 8   | 9   | 9   | 10  | 10  | 11  | 11  | Pos. | Puntos | Ref.   |
| ------- | --------------- | --- | --- | --- | --- | --- | --- | --- | --- | --- | --- | --- | --- | --- | --- | --- | --- | --- | --- | --- | ---- | ------ | ------ |
| 2022-23 | Mahindra Racing | MEX | MEX | DIR | DIR | HYD | CAB | SÃO | BER | BER | MON | MON | YAK | YAK | PRT | PRT | ROM | ROM | LON | LON | 23.º | 0      | [ 41 ] |
| 2022-23 | Mahindra Racing |     |     |     |     |     |     |     |     |     |     |     | 18  | 17  | Ret | Ret | 12  | Ret | 15  | 20  | 23.º | 0      | [ 41 ] |

### S5000 Australia
(Clave) (negrita indica pole position) (cursiva indica vuelta rápida)

| Año  | Escudería               | SYM | SYM | SYM | PHI | PHI | PHI | WIN | WIN | WIN | SYD | SYD | SYD | BEN | BEN | BEN | ADE | ADE | ADE | Pos. | Puntos |
| ---- | ----------------------- | --- | --- | --- | --- | --- | --- | --- | --- | --- | --- | --- | --- | --- | --- | --- | --- | --- | --- | ---- | ------ |
| 2023 | Garry Rogers Motorsport | R1  | R2  | R3  | R1  | R2  | R3  | R1  | R2  | R3  | R1  | R2  | R3  | R1  | R2  | R3  | R1  | R2  | R3  | 13.º | 63     |
| 2023 | Garry Rogers Motorsport | 93  | 3   | 5   |     |     |     |     |     |     |     |     |     |     |     |     |     |     |     | 13.º | 63     |

## Balance con compañero de equipo en Fórmula 1
| Año     | Compañero    | Clasificación | Carrera | Puntos |
| ------- | ------------ | ------------- | ------- | ------ |
| 2015    | Will Stevens | 3-9           | 5-5     | 0-0    |
| Fuente: |              |               |         |        |